# 安阳高新技术产业开发区
安阳高新技术产业开发区，简称安阳高新区或安阳开发区，是中国河南省安阳市的一个国家级高新技术产业开发区，位于安阳市区南部，1992年8月4日成立。

## 历史
- 1992年8月4日，安阳高新技术产业开发区成立。
- 1995年3月5日，被河南省人民政府批准为省级高新技术产业开发区。
- 2010年9月26日，被中华人民共和国国务院批准为国家级高新技术产业开发区。[1]

## 地理概况
安阳高新区位于安阳市区南部的文峰区辖境内，规划面积5.26平方千米，辐射面积30.1平方千米，代管3个街道及其下属23个社区和5个行政村，辖区内常住和流动人口约12.6万人。

## 管理机构
安阳高新区是一个行政管理区，由安阳市政府设立派出机构“安阳高新技术产业开发区管理委员会”进行行政管理，不是一级独立的行政区划，没有行政建制。管委会内设管委会办公室、党工委办公室、社会事业局、规划建设管理局、招商局、经济发展局、财政局、人事劳动局等，另有46个事业单位和工商、税务、土地、规划、公安、检察、法庭等13个派驻机构。

## 入驻科教机构和企业
安阳高新区是国家级显示器件产业园，中国光伏产业示范基地，中国产学研合作示范基地，河南新型工业化示范基地，河南省首批创新型示范产业集聚区，“外商眼中的河南省最佳投资园区”。 以生化医药产业、电子信息产业、光伏新能源产业、机械装备制造产业为优势产业。众多企业和教育科研机构入驻高新区。

### 科教机构
高新区内有国家级科研机构中国农业科学院棉花研究所和棉花生物学国家重点实验室，以及安阳师范学院、安阳工学院、安阳师范学院人文管理学院、安阳职业技术学院、河南护理职业学院等高等院校。

### 高新技术企业[5]
- 鑫盛机床有限公司
- 河南凯瑞数码有限公司
- 安阳锻压机械工业有限公司
- 安阳凯地电磁技术有限公司
- 河南宏源车轮有限公司
- 安阳市合力冷轧高速有限公司
- 河南新能光伏有限公司
- 安阳艾尔旺环境工程有限公司